# Пиренейский козёл
Пиренейский козёл, или пиренейский козерог, или иберийский тур (лат. Capra pyrenaica) — вид семейства козьих, обитающий на Иберийском полуострове.
Несмотря на внешние различия, пиренейский козёл генетически наиболее близок к ибексу (Capra ibex).

## Описание
Высота в холке составляет 65—75 см, длина тела — от 100 до 140 см, длина хвоста — от 10 до 15 см, масса — от 35 до 80 кг. Окраска летнего меха от светлого до красно-коричневого цвета. Рога самцов в длину в среднем около 75 см.

## Распространение
Пиренейский козёл обитает в Испании и Португалии. Этот вид исторически проживал на всём Пиренейском полуострове, в том числе на юго-западе Франции, в Испании, Андорре, Португалии, Гибралтаре. Вид раньше был широко распространённым на Пиренейском полуострове и прилегающих районах, но численность резко сократилась из-за чрезмерной охоты. Встречается от уровня моря до 3400 м.

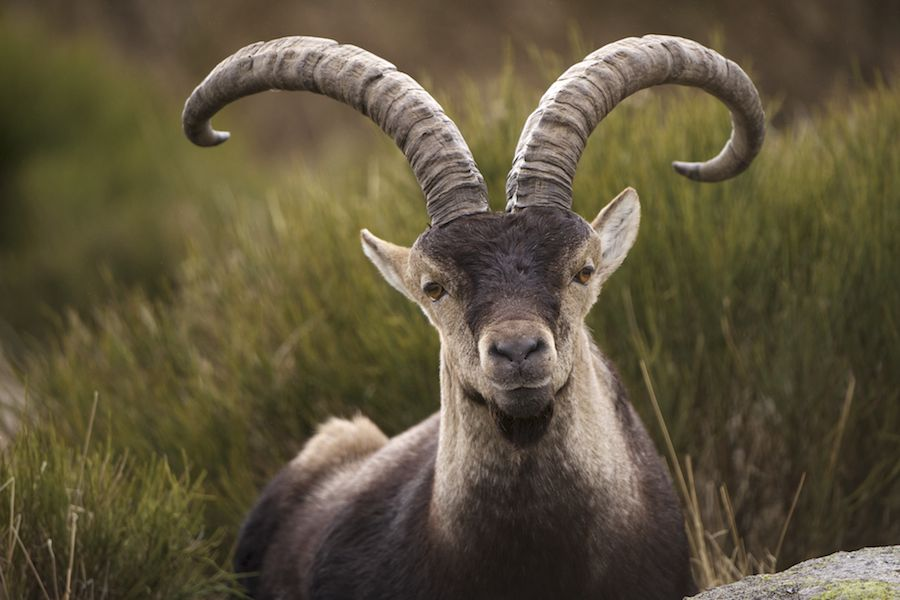

## Образ жизни
Живёт в скалистых местах обитания. Даже небольшие скалистые участки среди сельскохозяйственных угодий и на побережье могут быть использованы, хотя скалы и осыпи вперемешку с кустарником или соснами типичные места жительства. Часто живёт в непосредственной близости от людей, это известный и популярный вид. Переселяется легко и может в случае необходимости быстро колонизировать новые районы проживания. Это очень важный охотничий вид. Питается травой и лишайниками.
Существует сезонная смена в социальной структуре. С ноября по январь, брачный сезон, большинство животных живут в смешанных стадах по приблизительно 10 особей. Взрослые самцы покидают стадо и создают свои собственные группы в феврале. В апреле происходит дальнейшее разделение, так как несовершеннолетние обоих полов формируют группы. Взрослые самки затем остаются в покое, чтобы рожать и воспитывать своих детёнышей. Смешанные группы образуются снова осенью.

## Подвиды
Выделяют 4 подвида пиренейского горного козла:
- Capra pyrenaica hispanica — Бесейтский горный козёл[5];
- Capra pyrenaica victoriae — Гредосский горный козёл[5], северная и западная Испания (Сьерра-де-Гредос) и северная Португалия (национальный парк Пенеда-Жереш), где был реинтродуцирован, в Пиренейских горах больше не встречается[5];
- † Capra pyrenaica lusitanica — вымер в конце XIX века[6].
- † Capra pyrenaica pyrenaica